# Mercedes-Benz Challenge
Mercedes-Benz Challenge, anteriormente conhecida como Mercedes-Benz Grand Challenge, é uma corrida com carros esportivos de série baseada no Brasil organizada pela Mais Brasil Esportes e Mercedes-Benz. Em 2018, ela corre ao lado da Copa Truck e faz sua primeira corrida internacional no mês de outubro em Rivera, no Uruguai.

## Campeões
| 2011      | João Campos Márcio Campos                        | Sicredi Racing                                                                     |                                                         |                                                                                    |
| 2012      | João Campos Márcio Campos                        | Sicredi Racing                                                                     |                                                         |                                                                                    |
| 2013      | Márcio Campos                                    | Sicredi Racing                                                                     |                                                         |                                                                                    |
| Temporada | CLA AMG Cup                                      | Equipe                                                                             | C250 Cup                                                | Equipe                                                                             |
| 2014      | Arnaldo Diniz Filho                              | Comark Racing                                                                      | Cristian Mohr                                           | Rsports Racing                                                                     |
| 2015      | Fernando Júnior                                  | WCR                                                                                | Peter Michael Gottschalk                                | Paioli Racing                                                                      |
| 2016      | Luis Carlos Ribeiro                              | Ourocar Racing                                                                     | Peter Michael Gottschalk                                | Paioli Racing                                                                      |
| 2017      | Fernando Júnior                                  | WCR                                                                                | Marcos Paioli                                           | Paioli Racing                                                                      |
| 2018      | Raijan Mascarello                                | Mottin Racing                                                                      | André Moraes Jr.                                        | Bardahl Hot Car                                                                    |
| 2019      | Fernando Júnior                                  | CenterBus Sambaiba Racing Team                                                     | Claudio Simão                                           | CenterBus Sambaiba Racing Team                                                     |
| Temporada | CLA AMG Cup                                      | Equipe                                                                             | C300 Cup                                                | Equipe                                                                             |
| 2020      | Cesar Fonseca (Principal) Cesar Fonseca (Master) | CenterBus Sambaiba Racing Team (Principal) CenterBus Sambaiba Racing Team (Master) | Paulo R. Baldini (Principal) Alexandre Navarro (Master) | CenterBus Sambaiba Racing Team (Principal) CenterBus Sambaiba Racing Team (Master) |